# Чугунов, Вадим Владимирович
Вадим Владимирович Чугунов — гвардии рядовой Вооружённых Сил Российской Федерации, участник антитеррористических операций в период Второй чеченской войны, погиб при исполнении служебных обязанностей во время боя 6-й роты 104-го гвардейского воздушно-десантного полка у высоты 776 в Шатойском районе Чечни.

## Биография
Вадим Владимирович Чугунов родился 5 октября 1979 года в городе Ленинграде (ныне — Санкт-Петербург). После окончания средней школы поступил в Ленинградский железнодорожный техникум. Окончив его, трудился помощником машиниста на Октябрьской железной дороге. 10 июня 1999 года Чугунов был призван на службу в Вооружённые Силы Российской Федерации Ломоносовским районным военным комиссариатом Ленинградской области. Получил военную специальность наводчика-оператора, после чего был направлен для дальнейшего прохождения службы в 6-ю роту 104-го гвардейского воздушно-десантного полка. Позднее стал командиром отделения.
С началом Второй чеченской войны в составе своего подразделения гвардии рядовой Вадим Чугунов был направлен в Чеченскую Республику. Принимал активное участие в боевых операциях. С конца февраля 2000 года его рота дислоцировалась в районе населённого пункта Улус-Керт Шатойского района Чечни, на высоте под кодовым обозначением 776, расположенной около Аргунского ущелья. 29 февраля — 1 марта 2000 года десантники приняли здесь бой против многократно превосходящих сил сепаратистов — против всего 90 военнослужащих федеральных войск, по разным оценкам, действовало от 700 до 2500 боевиков, прорывавшихся из окружения после битвы за райцентр — город Шатой. Вместе со всеми своими товарищами он отражал ожесточённые атаки боевиков Хаттаба и Шамиля Басаева, не дав им прорвать занимаемые ротой рубежи. В том бою гвардии рядовой Вадим Владимирович Чугунов, умело выбирая позиции, держал оборону, не давая противнику прорвать боевые порядки роты. Даже получив ранение, он продолжал сражаться, пока не был убит. В том бою погибли также ещё 83 его сослуживца.
Похоронен на кладбище в посёлке Оржицы Ломоносовского района Ленинградской области.
Указом Президента Российской Федерации гвардии рядовой Вадим Владимирович Чугунов посмертно был удостоен ордена Мужества.

## Память
- В честь Чугунова назван бульвар в посёлке Новогорелово Виллозского городского поселения Ломоносовского района Ленинградской области[3].
- В посёлке Оржицы Ломоносовского района Ленинградской области был установлен бюст Чугунова[4].
- На здании Оржицкой средней школы № 8 установлена мемориальная доска, в школе работает музей, проводятся памятные мероприятия[2].